# Le Violoncelliste Pilet
Le Violoncelliste Pilet est un tableau peint par Edgar Degas entre 1868 et 1869. Il mesure 50,5 × 61,5 cm. Il est conservé au musée d'Orsay à Paris.

## Contexte, description, analyse
Le tableau, une huile sur toile de 50,5 cm de hauteur sur 61,5 cm de largeur, peint entre 1868 et 1869 par Edgar Degas, est un portrait du violoncelliste de l'Opéra de Paris Louis-Marie Pilet, réalisé à la même époque que les autres portraits individuels des musiciens comme celui du bassoniste Désiré Dihau, de sa sœur Marie Dihau au piano, du flûtiste Joseph-Henri Altès ou du guitariste Lorenzo Pagans, qui précèdent le « portrait de groupe », L'Orchestre de l'Opéra.